# フェリックス・オジェ＝アリアシム
フェリックス・オジェ＝アリアシム（Félix Auger-Aliassime, フランス語発音: [feliks oʒe aljasim]; 2000年8月8日 - ）は、カナダ・モントリオール出身の男子プロテニス選手。ATPランキング自己最高位はシングルス6位、ダブルス60位。ATPツアーでのシングルスで7勝、ダブルスで1勝を挙げている。身長193cm、体重88kg。右利き、バックハンド・ストロークは両手打ち。

## 生い立ち
オジェ＝アリアシムはモントリオールで生まれ、ケベック・シティー郊外のランシエンヌ＝ロレットで育った。父親のサム・アリアシムはトーゴ出身で、母親のマリー・オジェはケベック州出身である。姉のマリカもテニスをしている。
オジェ＝アリアシムは4歳でテニスを始め、ケベック・シティのテニスアカデミー・ヘリスセット・ボルドローの一員としてクラブ・アドバンテージでトレーニングを受けた。2012年には11歳から12歳までのカテゴリー3のOpen Super Aurayで優勝した。2014年秋からモントリオールにあるカナダのナショナルトレーニングセンターを拠点とした。

## 選手経歴

### ジュニア時代
2015年2月にケレタロで開催されたG3で、ITFジュニアシングルで初優勝を飾る。翌週、サポパンで行われたG4では2週連続となるシングルスタイトルと自身初のダブルスタイトルを獲得した。8月下旬には、カレッジパークで同胞のデニス・シャポバロフに勝利して初のG1タイトルを獲得した。自身初のジュニアグランドスラムとなった9月の全米オープンでは、シャポバロフと組んだダブルスで優勝した。10月のジュニア・デビスカップでは、カナダの初制覇に貢献した。2016年6月のジュニア全仏オープンの決勝では、チャンピオンシップポイントを獲得したが、結果ジョフレー・ブランカノーに敗れた。9月のジュニア全米オープン、決勝でミオミル・ケツマノビッチにストレートで勝利し、優勝した。

### 2015年 史上最年少記録更新
2015年3月のドラモンビル・チャレンジャーに参戦した時点では14歳半であり、予選を勝ち上がったことで史上最年少でATPチャレンジャーツアーの本戦ドローの資格を獲得した。本戦では腹筋の張りのために1回戦を棄権したが、ATPポイントを獲得した最初の2000年代生まれのプレーヤーになった。
7月のグランビー・チャレンジャーでも予選突破を果たすと、1回戦でアンドリュー・ウィッティントンに勝利し、ATPチャレンジャーツアーの史上最年少勝利記録を打ち立てた。3回戦で西岡良仁に敗れたが、大会後の世界ランキングは749位になり、史上最年少でトップ800にランクインした。

### 2016年 フューチャーズ初優勝
2016年11月にバーミンガムで開催されたITFフューチャーズでは決勝でJuan Manuel Benitez Chavarriagaを下して初のプロタイトルを獲得した。翌週のニースビルのフューチャーズではパトリック・カイプソンと組み、初のプロダブルスタイトルを獲得した。年間最終ランキングは601位。

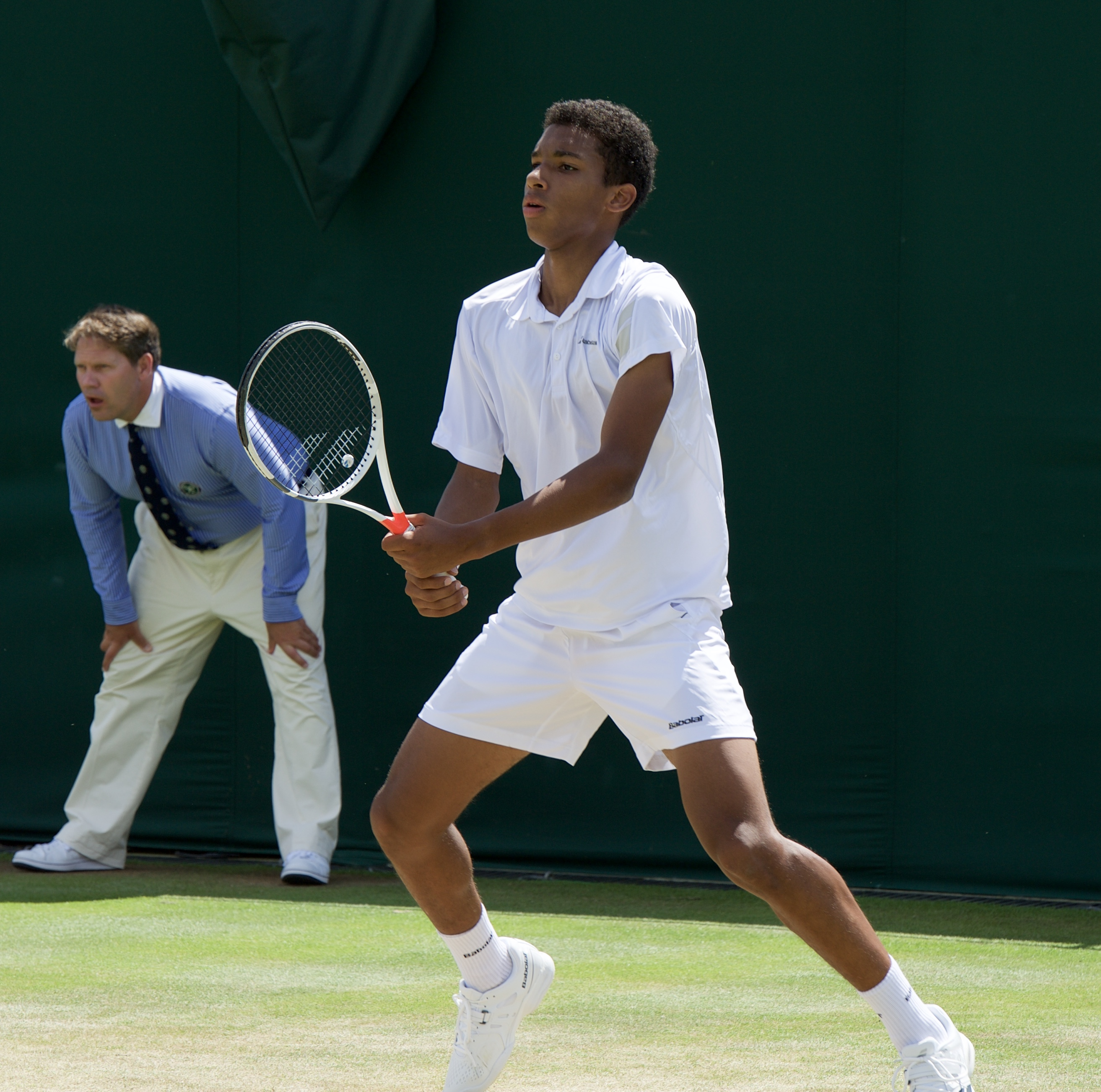
2016年ウィンブルドン選手権予選でのフェリックス・オジェ＝アリアシム

### 2017年 チャレンジャー初優勝
2017年6月のリヨンのチャレンジャーでは、決勝でヨラン・フリーゲンを破り、チャレンジャー初優勝を飾った。9月のコパ・セビリアでも決勝でイニーゴ・セルバンテスに勝利し、優勝した。2018年2月に行われたブダペストのチャレンジャーではダブルスで初優勝した。年間最終ランキングは162位。

### 2018年 トップ150入り
2月のABNアムロ世界テニス・トーナメントで本戦入りを果たし、ツアーデビューした。1回戦でフィリップ・クライノビッチに敗れた。3月にはBNPパリバ・オープンでマスターズ1000に初参加し、1回戦ではバセク・ポシュピシルを6-2, 3-6, 7-5で破った。2回戦ではミロシュ・ラオニッチに敗れた。
モンテカルロ・マスターズはワイルドカードを得て出場したが、初戦でミーシャ・ズベレフに敗れた。6月にはリヨンのチャレンジャーで連覇し、史上最年少でチャレンジャーのタイトルを防衛した。8月のロジャーズ・カップもワイルドカードで出場すると、1回戦でリュカ・プイユに6–4, 6–3で勝利し、2回戦ではダニール・メドベージェフに敗れた。
全米オープンでは予選を突破してグランドスラム初出場を果たした。1回戦でデニス・シャポバロフと対戦したが、5–7, 7–5, 4–1というところで体調不良を訴え途中棄権した。年間最終世界ランキングは108位。

### 2019年 デビス杯準優勝 トップ25入り

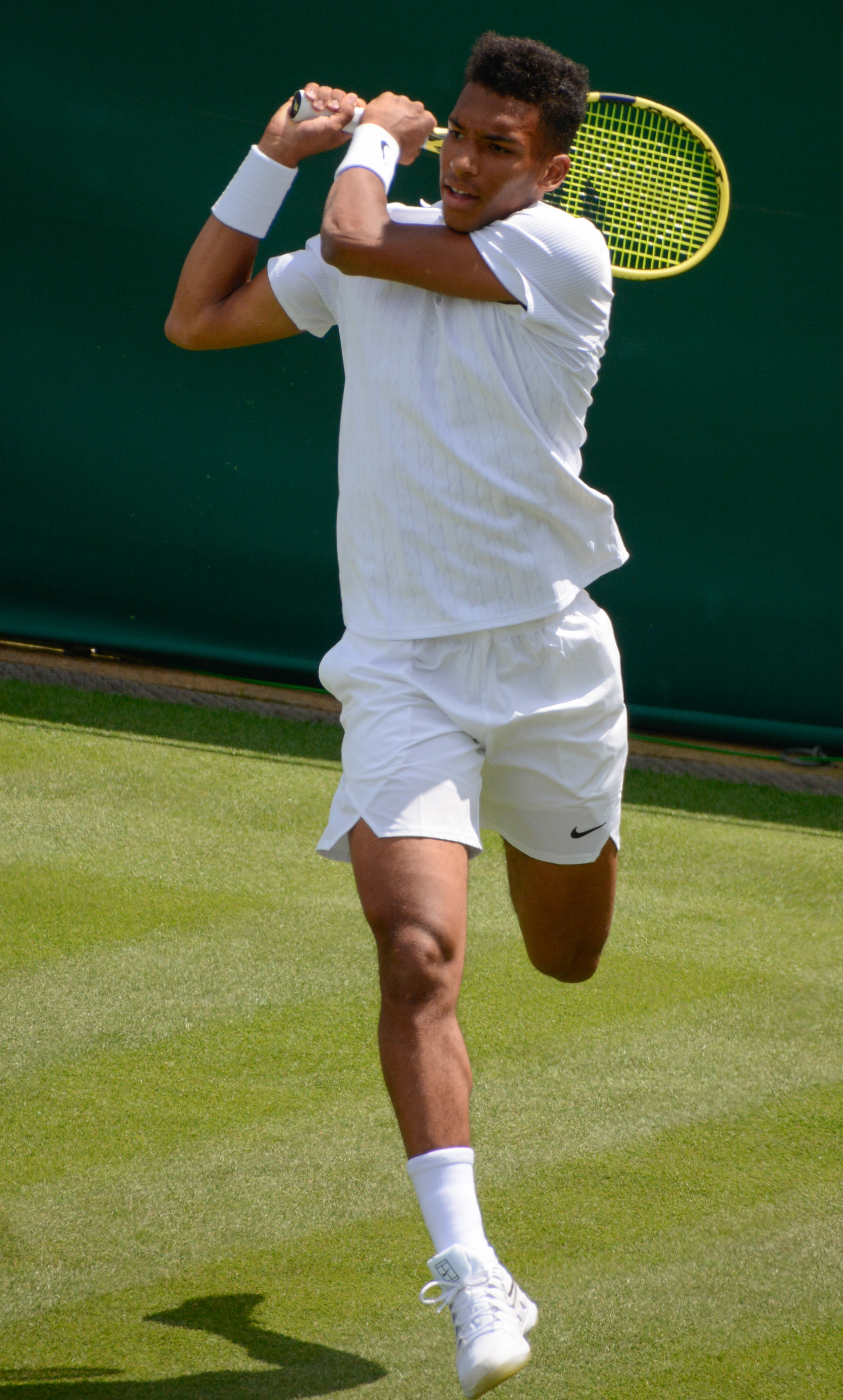
2019年ウィンブルドン選手権でのフェリックス・オジェ＝アリアシム

2019年リオ・オープン準決勝でパブロ・クエバスに勝利し、ATPツアー・500シリーズで最年少での決勝進出者となった。決勝ではラスロ・ジェレに3-6, 5-7で敗れ、ツアー優勝にはならなかった。翌月のBNPパリバ・オープンでは、2回戦でステファノス・チチパスから勝利を収め、トップ10初勝利を果たした。マイアミ・オープンでは、4回戦でニコロズ・バシラシビリを、準々決勝でボルナ・チョリッチを破り、大会史上最年少で4強入りを果たした。準決勝では前回覇者のジョン・イズナーに敗れた。クレーシーズンは早期敗退が続いたが、リヨン・オープンでは準優勝。しかし、この大会で左太ももを痛めて全仏オープンは1回戦を棄権した。グラスシーズンではメルセデス・カップで準優勝を飾り、ウィンブルドン選手権では3回戦進出。後半戦は失速するも、年間最終ランキングは21位。

### 2020年 マスターズダブルス初優勝
ATPカップではカナダ代表として活躍し、チームをベスト8に導いた。
全豪オープンでは第20シードとして出場が1回戦ではエルネスツ・ガルビスに敗退。2月にABNアムロ世界テニス・トーナメントとオープン13で2週連続決勝進出するも、ともに準優勝。。
ウエスタン・アンド・サザン・オープンは2回戦でテニーズ・サングレンに敗退。全米オープンでは第15シードとして出場。2回戦では元世界ランキング1位及び2012年優勝者のアンディ・マリーをストレートで下し、4回戦まで進出した。4回戦ではドミニク・ティームにストレートで敗れた。全仏オープンでは1回戦で西岡良仁にストレートで敗れた。その後はbett1HULKSインドアで決勝まで進出したが、アレクサンダー・ズベレフに敗れ、今季3度目の準優勝。マスターズ1000のパリ・マスターズではフベルト・フルカチュとペアを組み、ダブルス初優勝を果たした。同時にこの優勝が自身初のツアー優勝となった。年間最終ランキングは21位。

### 2021年 ウィンブルドンベスト8 全米ベスト4 トップ10入り
全豪オープンでは第20シードとして出場し、3回戦で同胞のデニス・シャポバロフをストレートで下して4回戦進出を果たしたが、予選通過者のアスラン・カラツェフにフルセットの逆転負けで初のグランドスラムベスト8入りはならなかった。5月の全仏オープンでは1回戦でアンドレアス・セッピに敗れ、初の全仏オープン1回戦突破はできなかった。

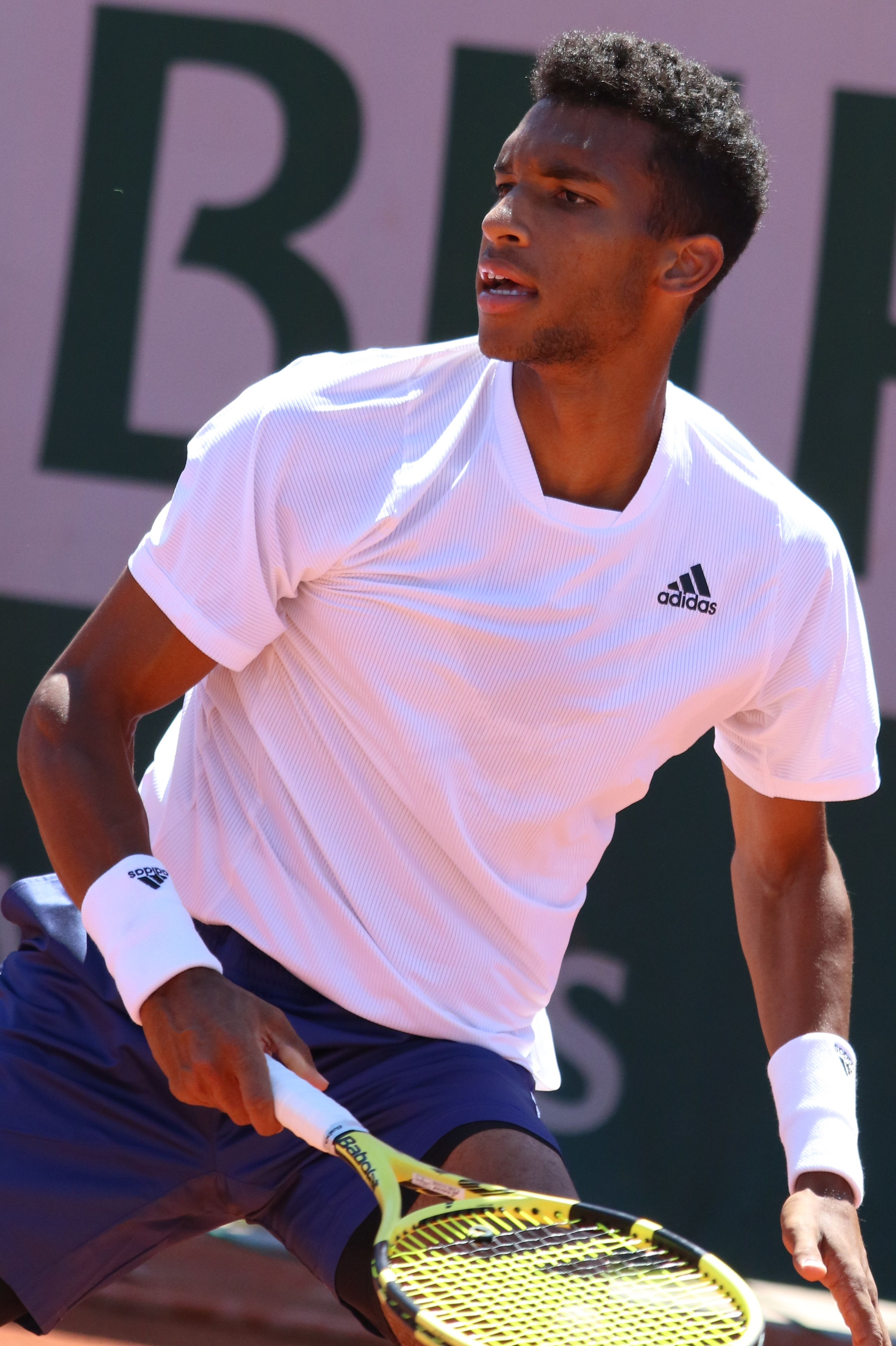
2021年全仏オープンでのフェリックス・オジェ＝アリアシム

芝シーズンに突入し、メルセデス・カップ決勝まで進出。8回目のツアー決勝でマリン・チリッチに敗れ、ツアー初優勝は叶わなかった。ノベンティ・オープンでは2回戦で同大会10回の優勝経験があるロジャー・フェデラーにフルセットの末に勝利。同時に4回目のトップ10選手から勝利を獲得。準決勝で、同大会の優勝者となるウゴ・アンベールに敗退。ウィンブルドン選手権では4回戦で第4シードのアレクサンダー・ズベレフを6-4, 7-6, 3-6, 3-6, 6-4で破り、初のグランドスラムベスト8入り。同時に5回目のトップ10選手に勝利を収めた。また、母国カナダの幼馴染である第10シードのデニス・シャポバロフも準々決勝へ進出。カナダ人選手2名が同大会で準々決勝まで進出することは初のことであった。準々決勝では第7シードのマッテオ・ベレッティーニに3-6, 7-5, 5-7, 3-6で敗れたが、トップ15位入りを果たした。
7月下旬に開催された2020東京オリンピックの男子シングルスは第9シードで出場。1回戦でアンディ・マリーの代役として出場したマックス・パーセルにストレートで敗れた。
全米オープンでは6月のウィンブルドン選手権に続き2度目のグランドスラムベスト8入り。準々決勝ではカルロス・アルカラスの途中棄権によりグランドスラム初のベスト4入りを果たしたが、準決勝で第2シードのダニール・メドベージェフにストレートで敗れ、初の決勝進出はならなかった。レーバーカップに世界選抜として出場。シングルスでマッテオ・ベレッティーニと対決して敗退。BNPパリバ・オープンでは初戦でアルベルト・ラモス＝ビノラスに敗れた。パリ・マスターズでは2回戦でドミニク・コプファーに敗れたが、大会後に世界ランキング10位になり、初のトップ10入りを果たした。年間最終ランキングは12位。

### 2022年 全豪ベスト8 ツアー初優勝 ATP杯初優勝 デビス杯初優勝 世界6位
ATPカップでは母国カナダのエースとしてデニス・シャポバロフと共に出場。決勝でスペインを破り、大会初優勝に導いた。
全豪オープンでは第9シードとして出場して、初のベスト8入り。準々決勝では第2シードのダニール・メドベージェフに7-6(4), 6-3, 6-7(2), 5-7, 4-6のフルセットの末に敗退。ATPツアー500のABNアムロ世界テニス・トーナメントの決勝ではステファノス・チチパスを6-4, 6-2のストレートで破り、ツアー初優勝を果たした。オープン13でも2大会連続で決勝進出。決勝ではルブレフに5-7, 6-7(4)で敗れ、準優勝。BNPパリバ・オープンではボーティック・ファン・デ・ザンスフルプに、マイアミ・オープンではミオミル・ケツマノビッチに、それぞれ初戦敗退。

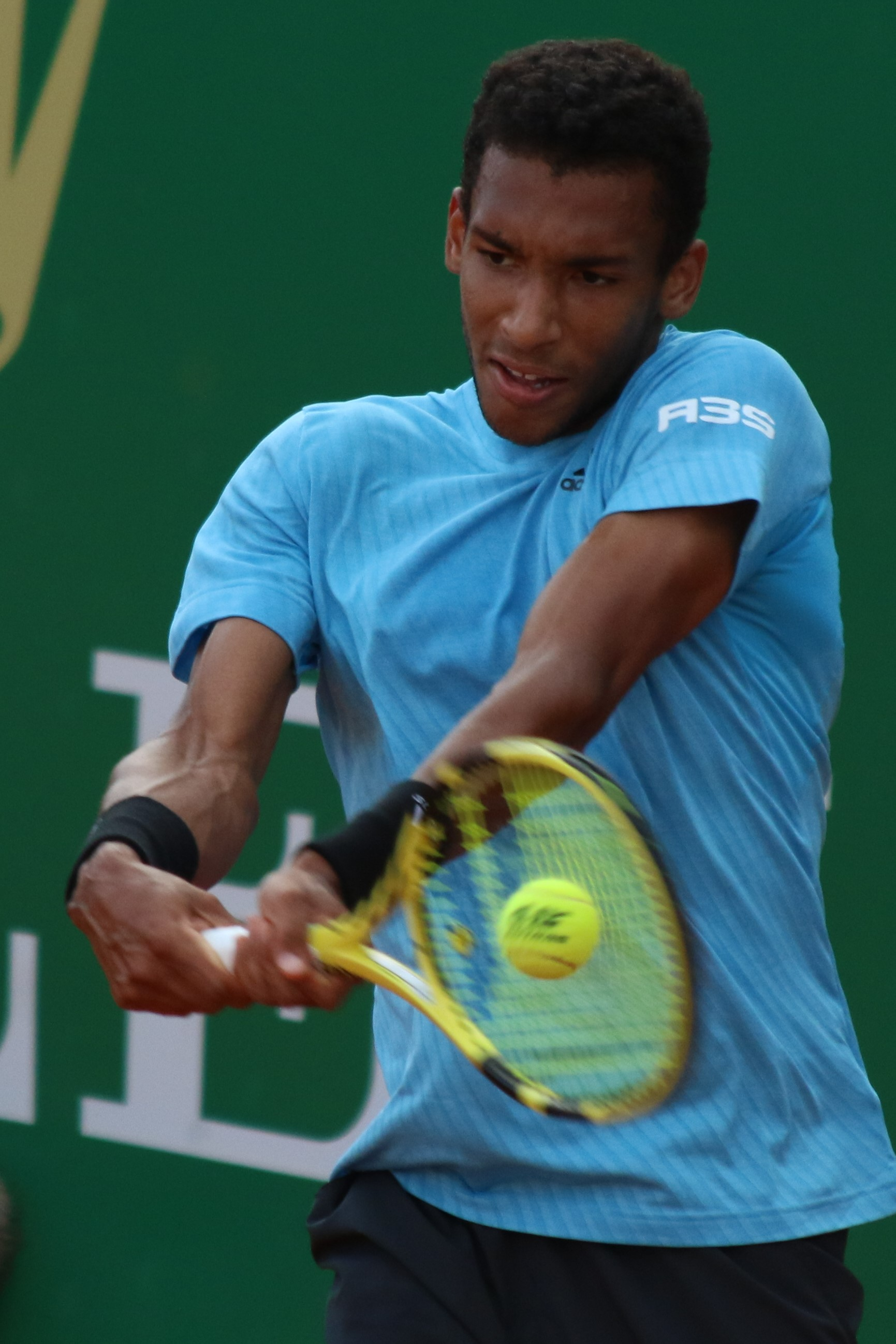
2022年モンテカルロ・マスターズでのフェリックス・オジェ=アリアシム

モンテカルロ・マスターズではロレンツォ・ムゼッティに初戦敗退するも、バルセロナ・オープン、ミレニアム・エストリル・オープン、マドリード・オープン、BNLイタリア国際ではクレーコート4大会でベスト8入り。全仏オープンでは第9シードとして出場。1回戦でフアン・パブロ・バリジャスを2-6, 2-6, 6-1, 6-3, 6-3の2セットダウンからの逆転で破り、同大会初勝利を挙げ、4回戦進出。さらにラファエル・ナダルと対戦して、6-3, 3-6, 2-6, 6-3, 3-6のフルセットまで持ち込むも惜敗となった。
ロスマーレン・グラスコート選手権ではベスト4入り。ハレ・オープンでベスト8に入るも、第6シードとして迎えたウィンブルドン選手権では1回戦でマキシム・クレッシーに7-6(5), 4-6, 6-7(9), 6-7(4)で敗れた。
ナショナル・バンク・オープンとウエスタン・アンド・サザン・オープンではマスターズ1000で2大会連続でベスト8入りをした。それぞれ準々決勝ではキャスパー・ルードとボルナ・チョリッチに敗れた。
全米オープンではジャック・ドレイパーに4-6, 4-6, 4-6のストレートで破れ、2回戦敗退するも、フィレンツェ・オープン、ヨーロピアン・オープン、スイス・インドアで3大会連続優勝し、今季ツアー4勝目を飾った。パリ・マスターズでは初のベスト4入り。準決勝でホルガ・ルーネに4-6, 2-6のストレートで敗れた。
レースランキング6位で迎えた2022年ATPファイナルズではグループステージでナダルを6-3, 6-4のストレートで勝利。しかし、ルードに6-7(4), 4-6、テイラー・フリッツに6-7(4), 7-6(5), 2-6で破れて、ラウンドロビン敗退。
デビスカップ2022ではデビスカップカナダ代表として参戦。単複ともに活躍して、決勝でオーストラリアを下し、母国の優勝に貢献して、シーズン終了。年間最終ランキングは6位。

### 2023年 ツアー5勝目
1月、全豪オープンでは第6シードとして出場し、4回戦でイジー・レヘチカで6-4, 3-6, 6-7(2), 6-7(3)で敗れ、ベスト8進出を逃した。
2月、ABNアムロ・オープンではベスト8進出するも、準々決勝でダニール・メドベージェフに2-6, 4-6のストレートで敗退。カタール・エクソンモービル・オープンではベスト4入りするも、メドベージェフに連敗となった。
3月、ドバイ・テニス選手権では2回戦でロレンツォ・ソネゴに敗れた。BNPパリバ・オープンでは初のベスト8進出。準々決勝ではカルロス・アルカラスに4-6, 4-6のストレートで敗退した。マイアミ・オープンでは3回戦でフランシスコ・セルンドロに2-6, 5-7のストレートで敗れた。
4月、マドリード・オープンではドゥシャン・ラヨビッチに初戦敗退。
5月、BNLイタリア国際ではアレクセイ・ポピリンに4-6, 6-4, 5-7で初戦敗退。全仏オープンではファビオ・フォニーニに4-6, 4-3, 3-6のストレートで敗れた。
7月、ウィンブルドン選手権では1回戦でマイケル・モーに4-6(4), 7-6(4), 6-7(4), 4-6で初戦敗退となった。
8月、シティ・オープンでは綿貫陽介、ナショナル・バンク・オープンではマックス・パーセルに4大会連続で初戦敗退。ウエスタン・アンド・サザン・オープンではマッテオ・ベレッティーニを4-6, 6-2, 6-3で破り、連敗を打破するも、2回戦でアドリアン・マナリノに4-6, 4-6のストレートで敗れた。全米オープンではマッケンジー・マクドナルドに6-7(5), 6-4, 1-6, 4-6で初戦敗退。
9月、レーバーカップでは2年連続世界選抜として参戦。シングルスではガエル・モンフィスを6-4, 6-3で勝利。ダブルスでもベン・シェルトンと組み、モンフィス/ホベルト・ホルカシュ組を7-5, 6-4で勝利し、世界選抜の2連覇に貢献した。チャイナ・オープンではホルガ・ルーネに4-6, 4-6のストレートで初戦敗退。
10月、上海マスターズではマートン・フチョビッチに初戦敗退。楽天オープンでは準々決勝でマルコス・ギロンに1-6, 4-6で敗れた。スイス・インドアでは準決勝でルーネを6-3, 6-2で下して、決勝ではホルカシュを7-6(3), 7-6(5)のストレートで破り、優勝を果たし、連覇と今シーズン初のタイトル獲得を飾り、ツアー5勝目を挙げた。

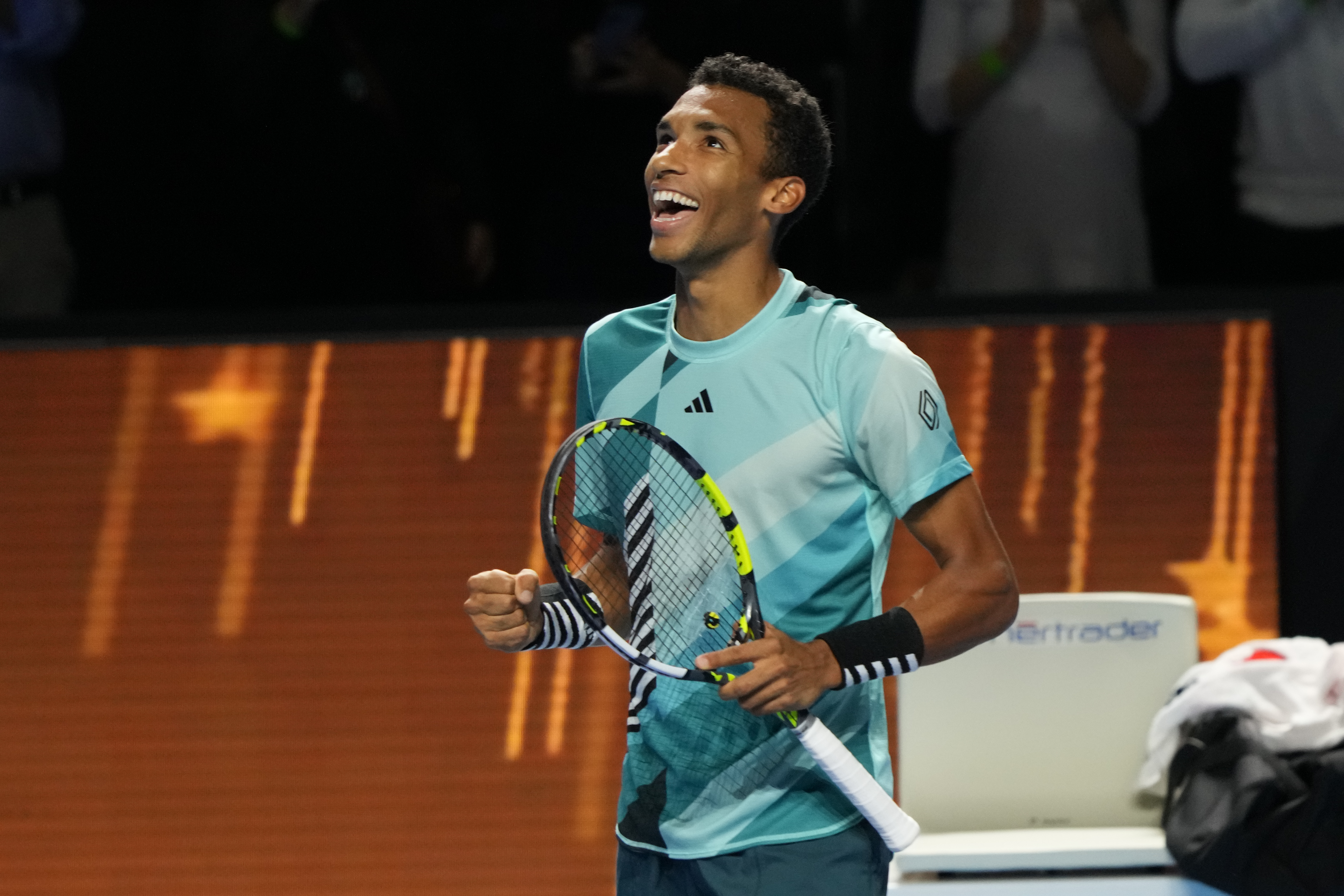
2023年スイス・インドア・バーゼルでのフェリックス・オジェ＝アリアシム

11月、パリ・マスターズでは2回戦でステファノス・チチパスに3-6, 6-7(4)のストレートで敗れた。年間最終ランキングは29位。

### 2024年 パリ五輪混合ダブルス銅メダル マスターズ準優勝
全豪オープンでは1回戦でドミニク・ティームを6-3, 7-5, 6-7(5), 5-7, 6-3のフルセットの末に勝利をするも、3回戦でダニール・メドベージェフに3-6, 4-6, 3-6のストレートで敗退。南フランス・オープンではベスト4進出するも、準決勝でアレクサンダー・ブブリクに6-4, 4-6, 4-6で敗れた。この後は早期敗退が続き、3月18日には36位まで世界ランキングが下降した。
しかし、苦手のクレーシーズンで逆転劇を見せる。4月のBMWオープンではベスト8進出。世界35位として迎えたマドリード・オープンでは1回戦で西岡良仁を4-6, 6-1, 6-4の逆転で初戦突破し、2回戦ではアドリアン・マナリノを0-6, 4-6のストレートで勝利し、3回戦ではヤクプ・メンシークが6-1, 1-0の時点で棄権したことで不戦勝。4回戦でキャスパー・ルードを6-4, 7-5のストレートで下し、ベスト8進出。準々決勝ではヤニック・シナーと対戦予定だったが、シナーの棄権により、そのままベスト4進出。準決勝ではイジー・レヘチカと対戦するも、3-3の時点で相手が棄権したため、決勝進出。今大会6試合中3試合で相手が棄権するという前代未聞の形で決勝に駒を進めて「ATPマスターズ1000」初優勝に王手をかけた。決勝ではアンドレイ・ルブレフに6-4, 5-7, 5-7の逆転で敗れ、マスターズ1000初の準優勝を飾り、トップ20復帰する。
全仏オープンでは第21シードとして出場し、3回戦では第15シードのベン・シェルトンを6-4, 6-2, 6-1のストレートで下して2022年以来となる大会2度目の4回戦進出を果たす。4回戦では第3シードのカルロス・アルカラスに3-6, 3-6, 1-6のストレートで敗退。ウィンブルドン選手権では第17シードとして出場するも、タナシ・コキナキスに6-4, 7-5, 6-7(9), 4-6, 4-6のフルセットの末に2セットアップからの逆転で初戦敗退となった。
パリオリンピックではカナダ代表として五輪2度目の出場をする。第13シードとしてシングルスでは3回戦で第4シードのメドベージェフを6-3, 7-6(5)で破り、五輪初のベスト8進出。準々決勝では第6シードのルードを6-4, 6-7(8), 6-3で下して、ベスト4進出。準決勝では第2シードのアルカラスに1-6, 1-6のストレートで快勝を許した。3位決定戦では第11シードのロレンツォ・ムゼッティに4-6, 6-1, 3-6で敗れ、銅メダル獲得を逃すも、シングルスでベスト4進出する快進撃を見せ、ガブリエラ・ダブロウスキーとの混合ダブルスの部では銅メダル獲得を果たす活躍を見せた。

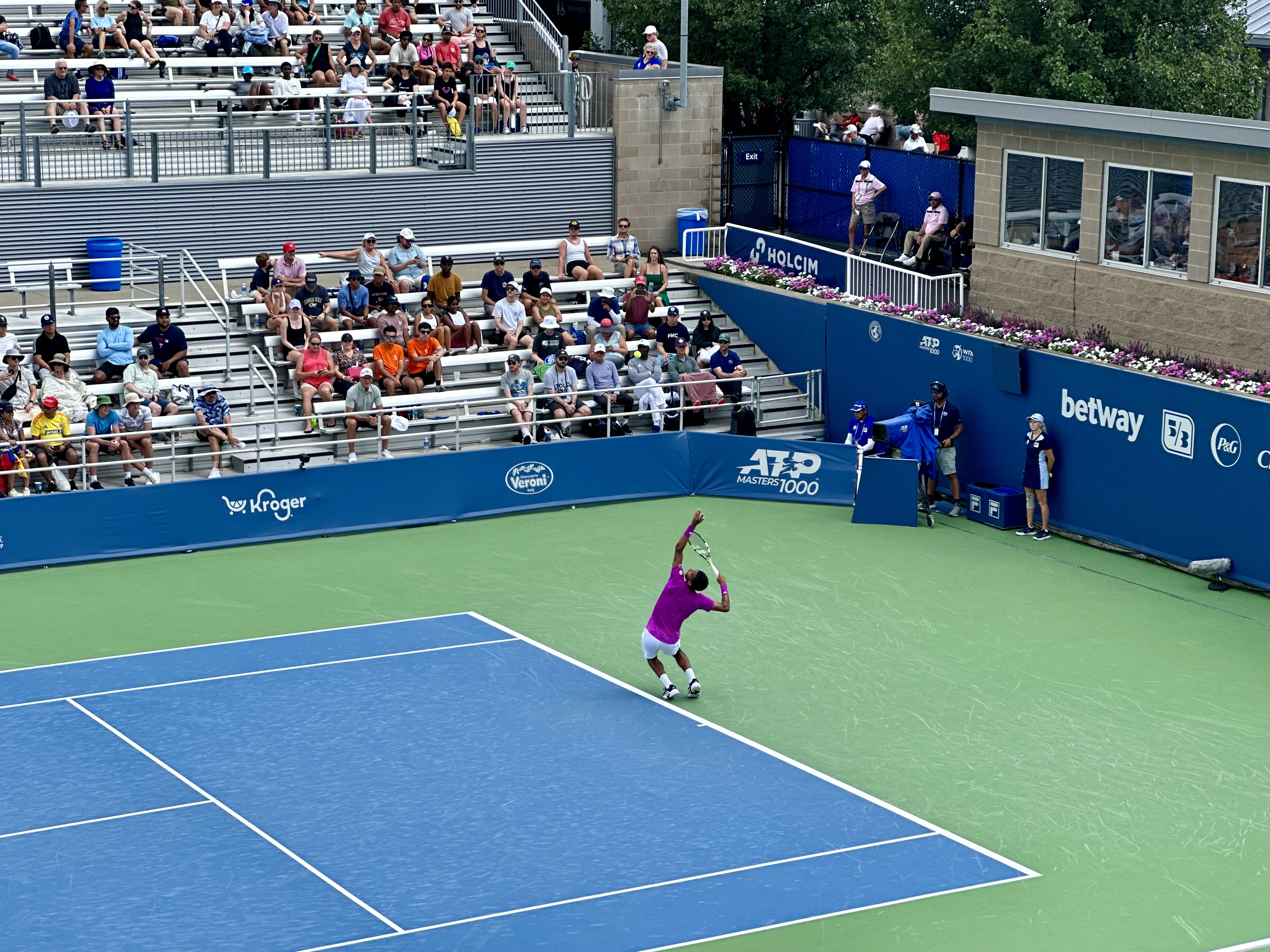
2024年シンシナティ・マスターズでのフェリックス・オジェ＝アリアシム

ナショナル・バンク・オープンではフラビオ・コボッリに3-6, 2-6の初戦敗退。ウエスタン・アンド・サザン・オープンでは2回戦でルードを3-6, 1-6のストレートで破るも、3回戦ではジャック・ドレイパーに7-5, 4-6, 4-6の逆転で敗退。全米オープンでは第19シードとして出場し、メンシークに2-6, 4-6, 2-6のストレートで初戦敗退。シーズン後半は失速状態となり、早期敗退が続いた。年間最終ランキングは29位。

### 2025年 ツアー7勝目
1月、年初のアデレード国際では準決勝でトミー・ポールを7-6(3), 3-6, 6-4で破り、自身16度目のツアー決勝進出となり、決勝ではセバスチャン・コルダを6-3, 3-6, 6-1で破り、ツアー6勝目を挙げ、幸先の良いスタートを切った。全豪オープンでは第29シードとして出場。1回戦でヤン＝レナード・ストルフを6-3, 6-0, 4-6, 6-1で破り、初戦突破するも、2回戦ではアレハンドロ・ダビドビッチ・フォキナに7-6(7), 7-6(5), 6-4, 6-1, 6-3の2セットアップの逆転によりフルセットの末に敗れた。
2月、南フランス・オープンでは決勝でアレクサンダル・コバチェビッチを6-2, 6-7(7), 7-6(2)で破り、ツアー7勝目を挙げ、今季2勝目となった。

## 選手としての特徴
プレースタイルはやや守備的でスロースターター気味だが、動きは機敏で強烈なフォアハンドで攻撃することもできる。年齢に似合わぬ成熟したプレーと落ち着きを見せることから、フランシス・ティアフォーには「まだ10代なのに35歳みたいだ」と評される。武器の一つは190cmを超える長身から繰り出すサーブで、今年6月にはサービスエースの多さ（1試合平均が去年の6本から17本に急増）をATPに称賛された。
若手として数々の記録を更新したことでVOGUEに取り上げられ、「長らく続くBIG3時代への大いなる脅威」「テニス界に嵐を呼ぶ存在」と紹介された。

## ATPツアー決勝進出結果

### シングルス: 18回 (7勝11敗)
| 大会グレード                    |
| グランドスラム (0–0)            |
| ATPファイナルズ (0–0)           |
| ATPツアー・マスターズ1000 (0–1) |
| ATPツアー500 (3–3)              |
| ATPツアー250 (4–7)              |

| サーフェス別タイトル |
| ハード (7–6)         |
| クレー (0–3)         |
| 芝 (0–2)             |
| カーペット (0–0)     |

| 結果   | No. | 決勝日         | 大会               | サーフェス    | 対戦相手                       | スコア                  |
| ------ | --- | -------------- | ------------------ | ------------- | ------------------------------ | ----------------------- |
| 準優勝 | 1.  | 2019年2月24日  | リオデジャネイロ   | クレー        | ラスロ・ジェレ                 | 3-6, 5-7                |
| 準優勝 | 2.  | 2019年5月25日  | リヨン             | クレー        | ブノワ・ペール                 | 4-6, 3-6                |
| 準優勝 | 3.  | 2019年6月16日  | シュツットガルト   | 芝            | マッテオ・ベレッティーニ       | 4-6, 6-7(11-13)         |
| 準優勝 | 4.  | 2020年2月16日  | ロッテルダム       | ハード (室内) | ガエル・モンフィス             | 2-6, 4-6                |
| 準優勝 | 5.  | 2020年2月23日  | マルセイユ         | ハード (室内) | ステファノス・チチパス         | 3-6, 4-6                |
| 準優勝 | 6.  | 2020年10月18日 | ケルン1 (en)       | ハード (室内) | アレクサンダー・ズベレフ       | 3-6, 3-6                |
| 準優勝 | 7.  | 2021年2月7日   | メルボルン         | ハード        | ダニエル・エバンス             | 2-6, 3-6                |
| 準優勝 | 8.  | 2021年6月13日  | シュトゥットガルト | 芝            | マリン・チリッチ               | 6-7(6-8), 3-6           |
| 優勝   | 1.  | 2022年2月13日  | ロッテルダム       | ハード (室内) | ステファノス・チチパス         | 6-4, 6-2                |
| 準優勝 | 9.  | 2022年2月20日  | マルセイユ         | ハード (室内) | アンドレイ・ルブレフ           | 5-7, 6-7(4-7)           |
| 優勝   | 2.  | 2022年10月16日 | フィレンツェ       | ハード (室内) | ジェフリージョン・ウルフ       | 6-4, 6-4                |
| 優勝   | 3.  | 2022年10月23日 | アントワープ       | ハード (室内) | セバスチャン・コルダ           | 6-3, 6-4                |
| 優勝   | 4.  | 2022年10月30日 | バーゼル           | ハード (室内) | ホルガ・ルーネ                 | 6-3, 7-5                |
| 優勝   | 5.  | 2023年10月29日 | バーゼル           | ハード (室内) | フベルト・フルカチュ           | 7-6(7-3), 7-6(7-5)      |
| 準優勝 | 10. | 2024年5月5日   | マドリード         | クレー        | アンドレイ・ルブレフ           | 6-4, 5-7, 5-7           |
| 優勝   | 6.  | 2025年1月11日  | アデレード         | ハード        | セバスチャン・コルダ           | 6-3, 3-6, 6-1           |
| 優勝   | 7.  | 2025年2月2日   | モンペリエ         | ハード (室内) | アレクサンダル・コバチェビッチ | 6-2, 6-7(7-9), 7-6(7-2) |
| 準優勝 | 11. | 2025年3月2日   | ドバイ             | ハード        | ステファノス・チチパス         | 3-6, 3-6                |

## 成績
略語の説明
| W | F | SF | QF | #R | RR | Q# | LQ | A | Z# | PO | G | S | B | NMS | P | NH |

W=優勝, F=準優勝, SF=ベスト4, QF=ベスト8, #R=#回戦敗退, RR=ラウンドロビン敗退, Q#=予選#回戦敗退, LQ=予選敗退, A=大会不参加, Z#=デビスカップ/BJKカップ地域ゾーン, PO=デビスカップ/BJKカッププレーオフ, G=オリンピック金メダル, S=オリンピック銀メダル, B=オリンピック銅メダル, NMS=マスターズシリーズから降格, P=開催延期, NH=開催なし.

### グランドスラム
| 大会           | 2018 | 2019 | 2020 | 2021 | 2022 | 2023 | 2024 | 2025 | 通算成績 |
| -------------- | ---- | ---- | ---- | ---- | ---- | ---- | ---- | ---- | -------- |
| 全豪オープン   | A    | Q2   | 1R   | 4R   | QF   | 4R   | 3R   | 2R   | 13–6     |
| 全仏オープン   | Q2   | A    | 1R   | 1R   | 4R   | 1R   | 4R   | 1R   | 6–6      |
| ウィンブルドン | A    | 3R   | NH   | QF   | 1R   | 1R   | 1R   | 2R   | 7–6      |
| 全米オープン   | 1R   | 1R   | 4R   | SF   | 2R   | 1R   | 1R   |      | 9–7      |

### 大会最高成績
| 大会                 | 成績 | 年               |
| -------------------- | ---- | ---------------- |
| ATPファイナルズ      | RR   | 2022             |
| インディアンウェルズ | QF   | 2023             |
| マイアミ             | SF   | 2019             |
| モンテカルロ         | 2R   | 2019, 2022, 2024 |
| マドリード           | F    | 2024             |
| ローマ               | QF   | 2022             |
| カナダ               | QF   | 2022             |
| シンシナティ         | QF   | 2021, 2022       |
| 上海                 | 2R   | 2019, 2024       |
| パリ                 | SF   | 2022             |
| オリンピック         | SF   | 2024             |
| デビスカップ         | W    | 2022             |
| ATPカップ            | W    | 2022             |
| ユナイテッド・カップ | RR   | 2025             |